# Giacomo Zammattio
Giacomo Zammattio (Trieste, 1855 – Trieste, 1927) è stato un architetto italiano.

## Biografia

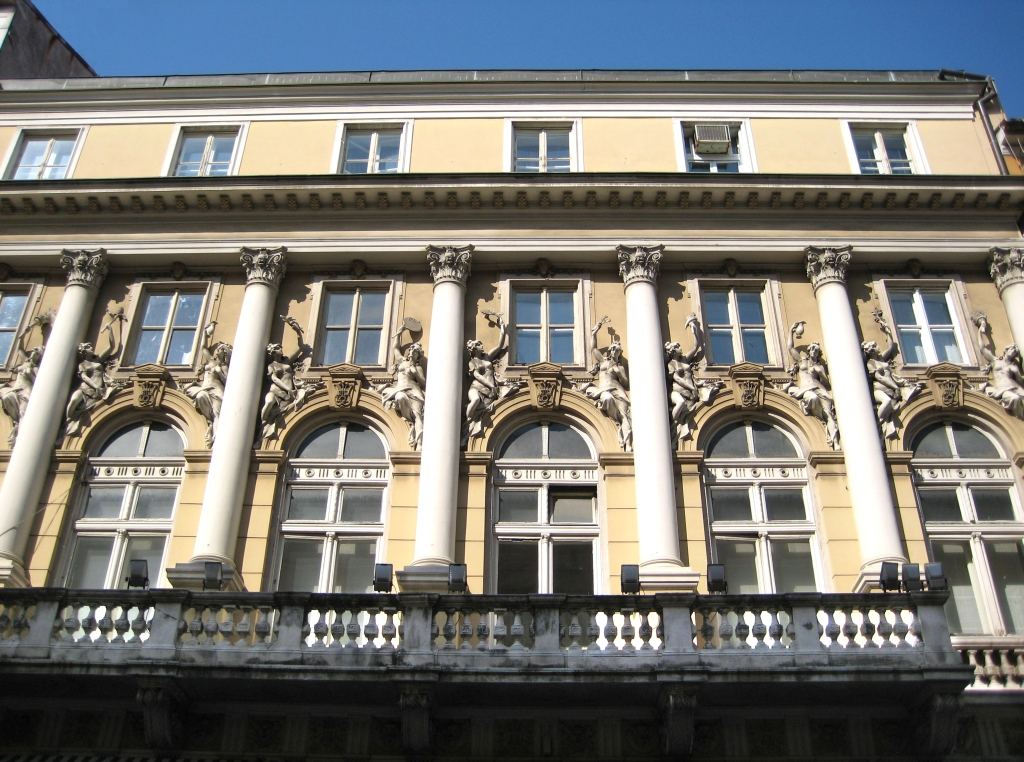
Palazzo della Filodrammatica di Fiume

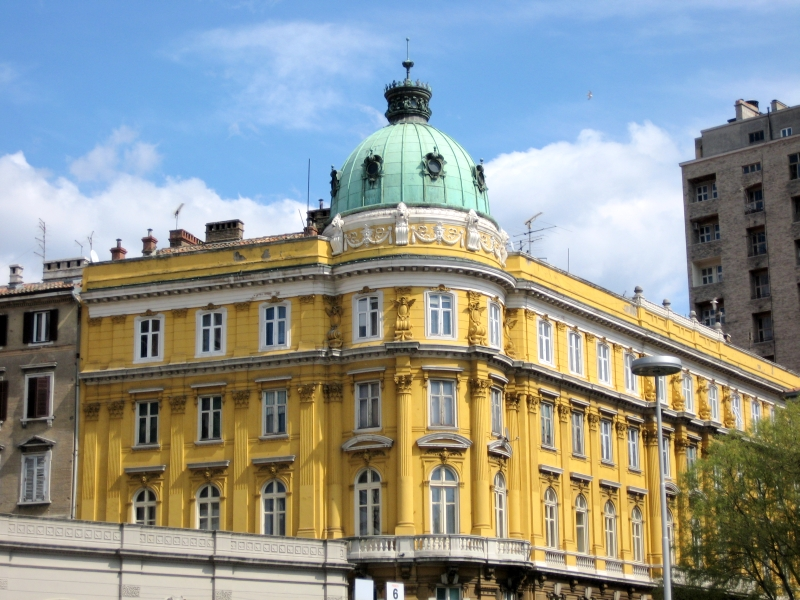
Palazzo Ploech (Fiume)

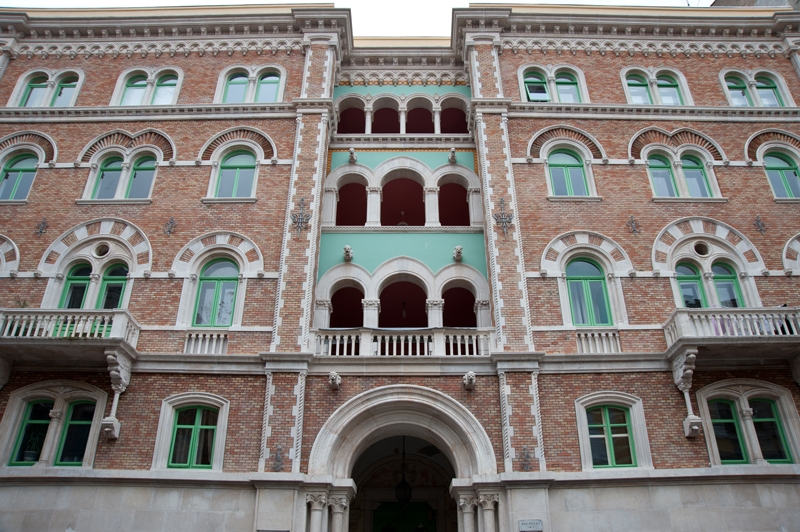
Casa Veneziana (Fiume)

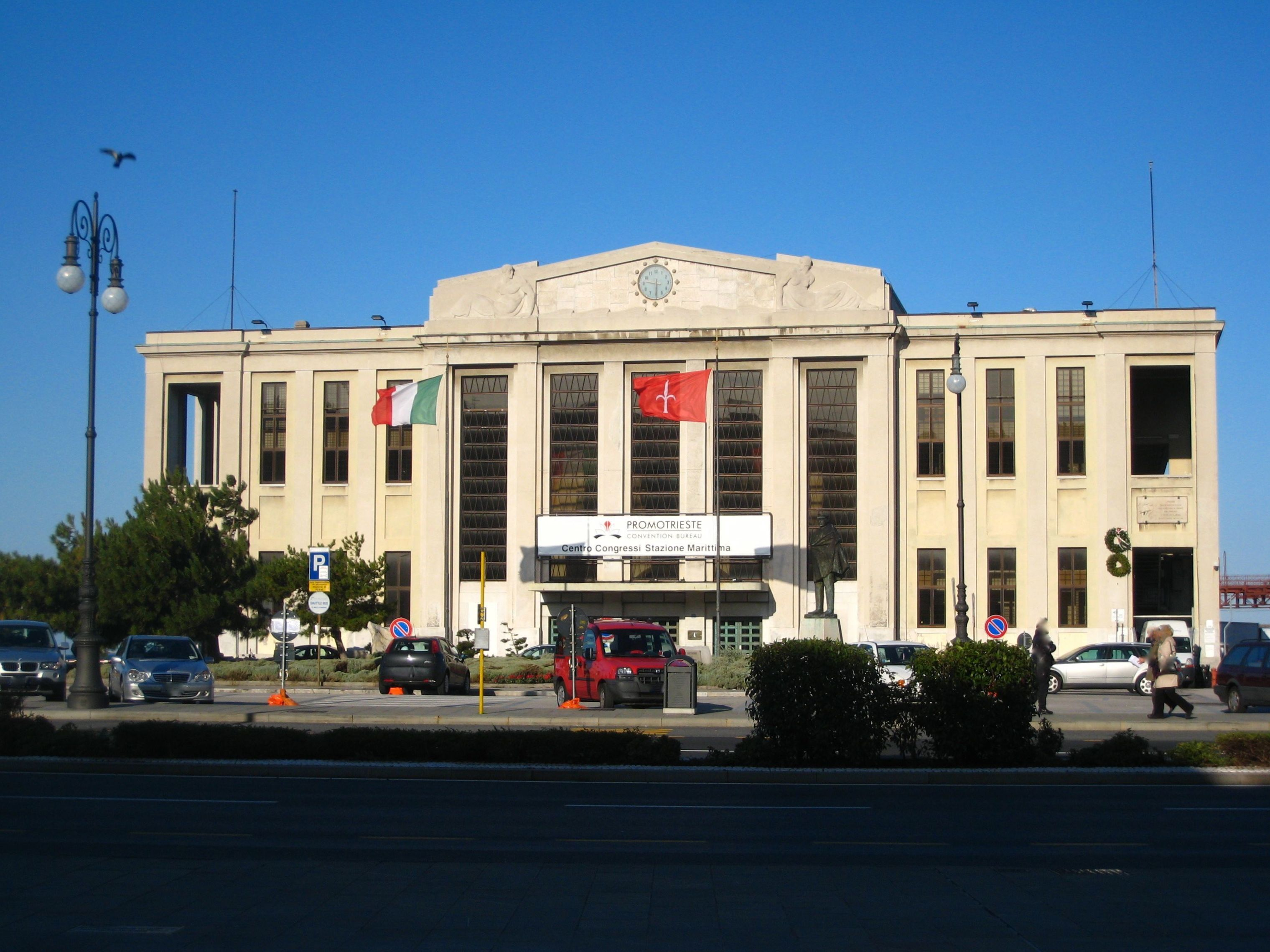
Stazione marittima di Trieste

Nacque nel 1855 a Trieste. Dopo essersi diplomato nel 1874 presso il ginnasio tedesco di Trieste e avere frequentato un corso serale di disegno, si trasferì a Vienna per continuare i suoi studi di architettura presso il Politecnico di Vienna, dove conobbe Enrico Nordio (amico di Friedrich von Schmidt) e fu allievo del professore Heinrich von Ferstel che insegnava il recupero dello stile rinascimentale italiano.
Conseguita la laurea in architettura, ritornò a Trieste dove prese parte alla vita culturale cittadina (fu tra i fondatori e primo segretario del Circolo artistico triestino) e iniziò a lavorare come capocantiere.
Nel 1881 realizzò il suo primo progetto rilevante: la casa di via Battisti 35, con una facciata neoclassica; in seguito, riprendendo gli studi viennesi, Zammattio predilesse il ritorno allo stile neorinascimentale e cinque-seicentesco italiano.
Nel 1884 avvenne la svolta della sua carriera, quando il sindaco di Fiume, Giovanni Ciotta, lo nominò direttore dei lavori per il Teatro comunale e progettista delle scuole maschile e femminile della città l'anno seguente.
Nel 1887 realizzò il palazzo Plök in stile neobarocco, mentre richiama lo stile cinquecentesco e palladiano il palazzo della Società Filoarmonica-Drammatica del 1889. Sempre in stile neobarocco realizzò le case in via De Amicis (1895) e in via Parini (1894-95), oltre al maestoso palazzo della Cassa di Risparmio Fiumana (1896).
In seguito iniziò a progettare le case d'abitazione in stile neorinascimentale toscano (casa in Corso Mussolini con ampie arcate basamentali del 1895), o con architetture lombardesche che richiamano le indicazioni di Camillo Boito (casa Whitehead in via De Amicis 4 del 1896).
Nel 1904 Zammattio tornò di nuovo a Trieste, proponendo edifici con stile storicistico neorinascimentale (in contrapposizione allo stile liberty di gran moda in quegli anni): villa Panfili (1907) e palazzo Dettelbach (1909), quest'ultimo decorato con motivi floreali da Pietro Lucano.
Tra gli ultimi lavori, si ricorda la sede INAIL del 1926, realizzata insieme ad Enrico Nordio, e gli interni della sala del Littorio (1926), mentre la Stazione marittima di Trieste (1926-1928), progettata in collaborazione con Umberto Nordio, fu l'unica opera in stile funzionale in cemento armato a vista.

## Opere
Progetti principali
- 1881 - Casa in via Battisti 35, Trieste (Italia)
- 1884 - Teatro comunale, Fiume (Croazia)
- 1885 - Scuole maschile e femminile, Fiume (Croazia)
- 1888 - Palazzo Ploech, Fiume (Croazia)
- 1889 - Palazzo della Società Filoarmonica-Drammatica, Fiume (Croazia)
- 1895 - Casa sul Corso Mussolini, Fiume (Croazia)
- 1896 - Sede per la Cassa di Risparmio Fiumana, Fiume (Croazia)
- 1896 - Casa Veneziana (nota anche come Casa Whitehead), in via De Amicis 4, Fiume (Croazia)
- 1907 - Villa Panfili, Trieste (Italia)
- 1909 - Palazzo Dettelbach, Trieste (Italia)
- 1926 - Sede INAIL, Trieste (Italia)
- 1926-1928 - Stazione marittima di Trieste[4] (Italia)

## Archivio
La documentazione relativa al progetto "Stazione marittima di Trieste" è conservata presso l'Archivio generale del Comune di Trieste, Ufficio tecnico.